# 吕民松
吕民松（1956年6月—），山东海阳人，研究生学历，法学学士，国防大学、西安政治学院硕士生导师，中国人民解放军少将。
1976年入伍，历任新闻干事、山东民兵杂志社编辑、济南军区《黄河民兵》编辑、省军区秘书、济南军区政治部党委办公室、任济南军区政治部组织部副部长、部长。2008年任河南省军区政治部主任，2011年任济南军区政治部副主任，2014年任山东省军区政委。2014年12月，任中共山东省委军方常委。2016年7月，不再担任山东省军区政委。
2010年晋升中国人民解放军少将军衔。